# Wuhrsteinalm
Die Wuhrsteinalm ist eine Alm im Schlechinger Forst in der Gemeinde Schleching.
Drei Kaser auf der Wuhrsteinalm stehen unter Denkmalschutz und sind unter den Nummern D-1-89-141-70, D-1-89-141-71 und D-1-89-141-72 in die Bayerische Denkmalliste eingetragen.

## Lage
Die Wuhrsteinalm liegt südöstlich des Geigelsteins in den Chiemgauer Alpen auf einer Höhe von 1145 m ü. NHN in unmittelbarer Nähe der Bergstation der Geigelsteinbahn.

## Baubeschreibung
Der Huberkaser (Aktennummer D-1-89-141-70) ist ein Steinbau mit Flachsatteldach, das Gebäude ist mit dem Jahr 1853 bezeichnet. Die Adresse lautet „Wuhrstein 20“.
Der Grafenkaser (Aktennummer D-1-89-141-71) ist ebenfalls ein Steinbau mit Flachsatteldach, das Gebäude ist mit dem Jahr 1857 bezeichnet. Die Adresse lautet „Wuhrstein 12“. 
Der Weitlechnerkaser (Aktennummer D-1-89-141-72) ist auch ein Steinbau mit Flachsatteldach, das Gebäude ist mit dem Jahr 1857 bezeichnet. Die Adresse lautet „Wuhrstein 13“.

## Heutige Nutzung
Die Wuhrsteinalm wird landwirtschaftlich genutzt; es gibt hier aber auch ein Gasthaus, welches als Vertragshaus des Deutschen Alpenvereins (bewirtschaftete Hütte) geführt wird. Sie ist von April bis Ende Dezember geöffnet, bietet auch Übernachtungen an und Tagesausflügler werden von Mittwoch bis Sonntag bewirtet.